# Ivan Standl
Ivan Standl, né le 27 octobre 1832 à Prague et mort le 30 août 1897 à Zagreb, fut l'un des premiers photographes professionnels de Zagreb, connu notamment pour son travail documentaire. Il est l'auteur du premier photobook (en) croate, publié en 1870 et intitulé Fotografijske slike iz Dalmacije, Hrvatske i Slavonije  (Images photographiques de Dalmatie, Croatie et de Slavonie).

## Quelques photographies

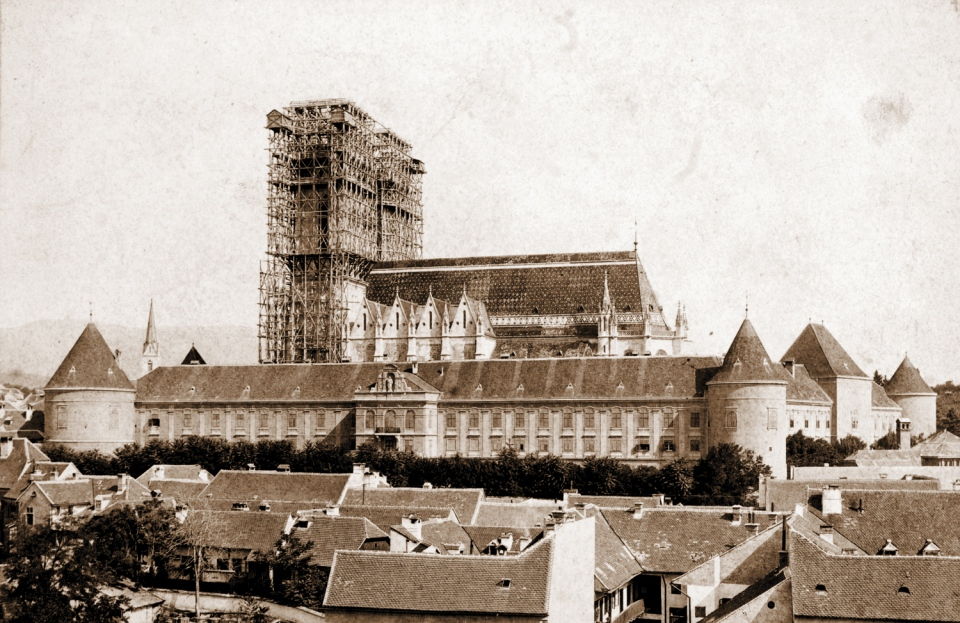
Reconstruction de la cathédrale de Zagreb en 1894.
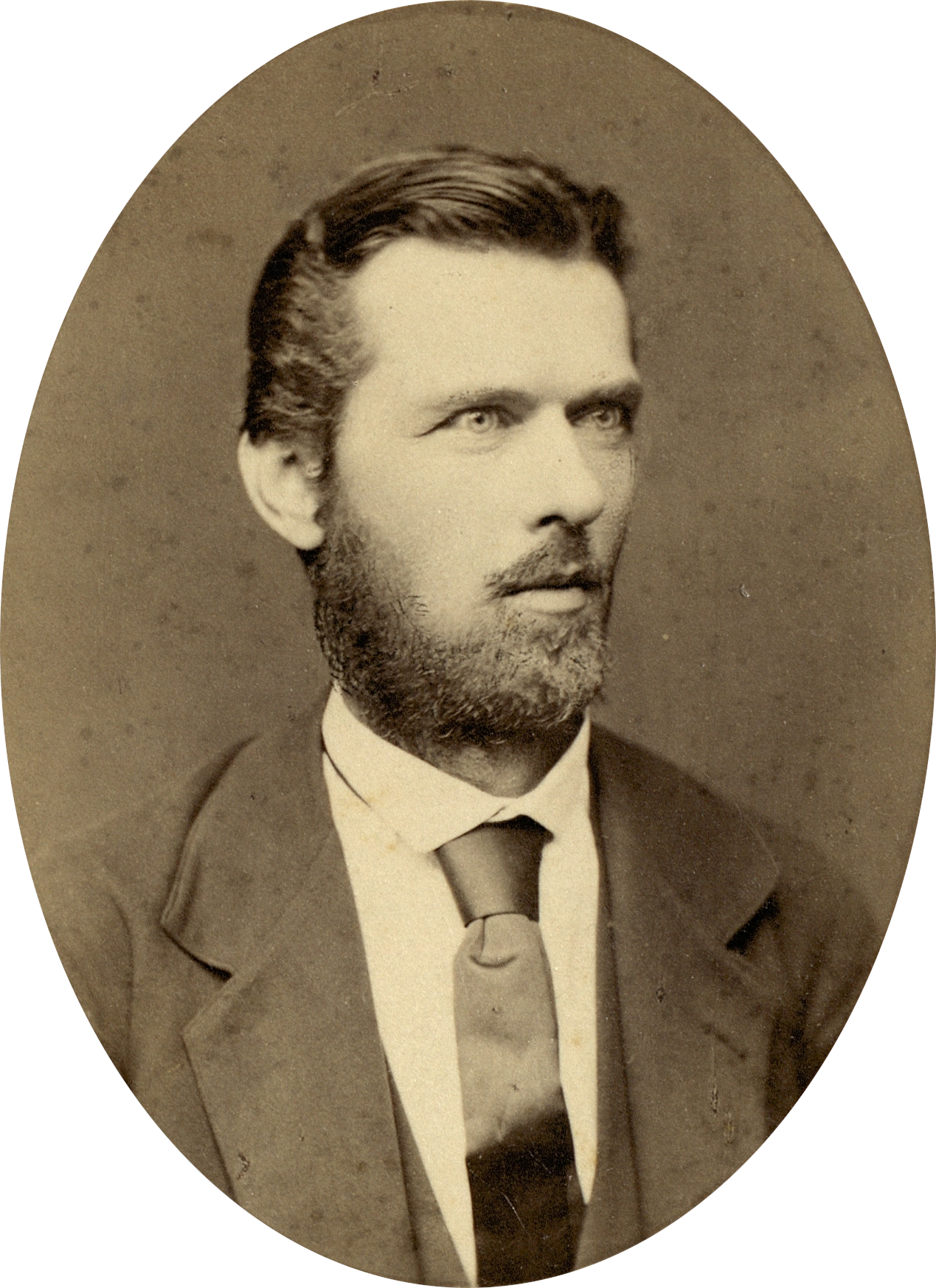
Anton Kos
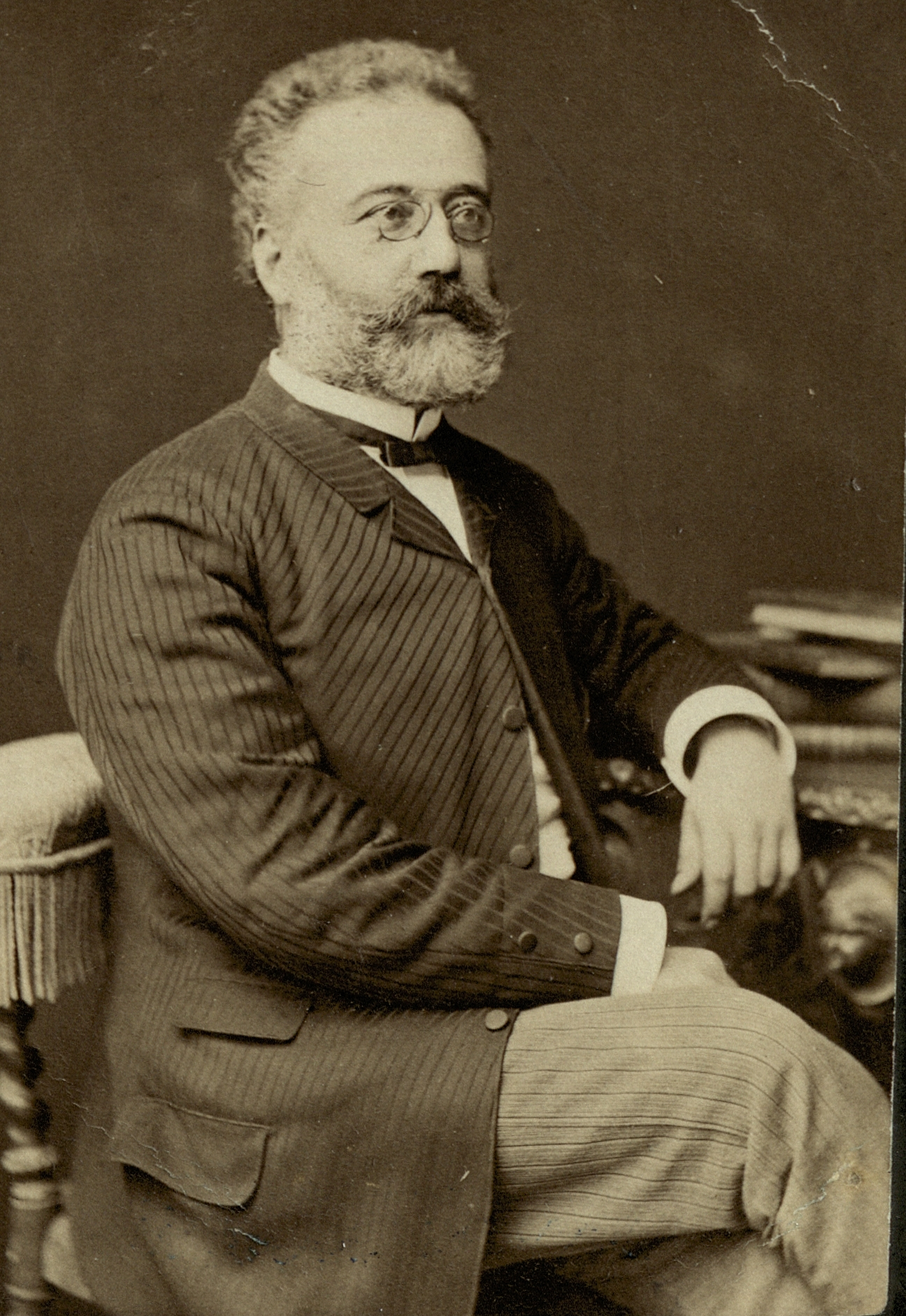
Franjo Marn
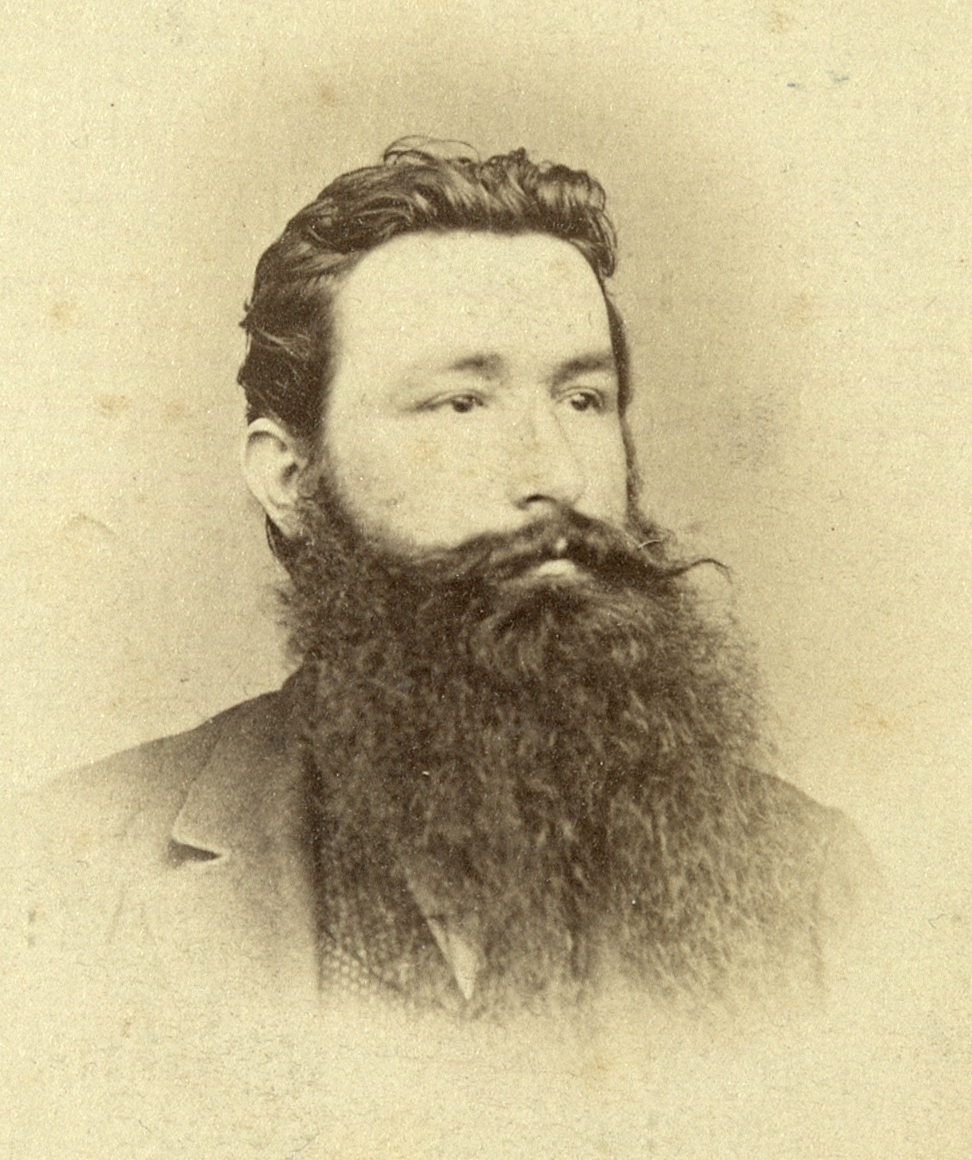
Janez Mencinger
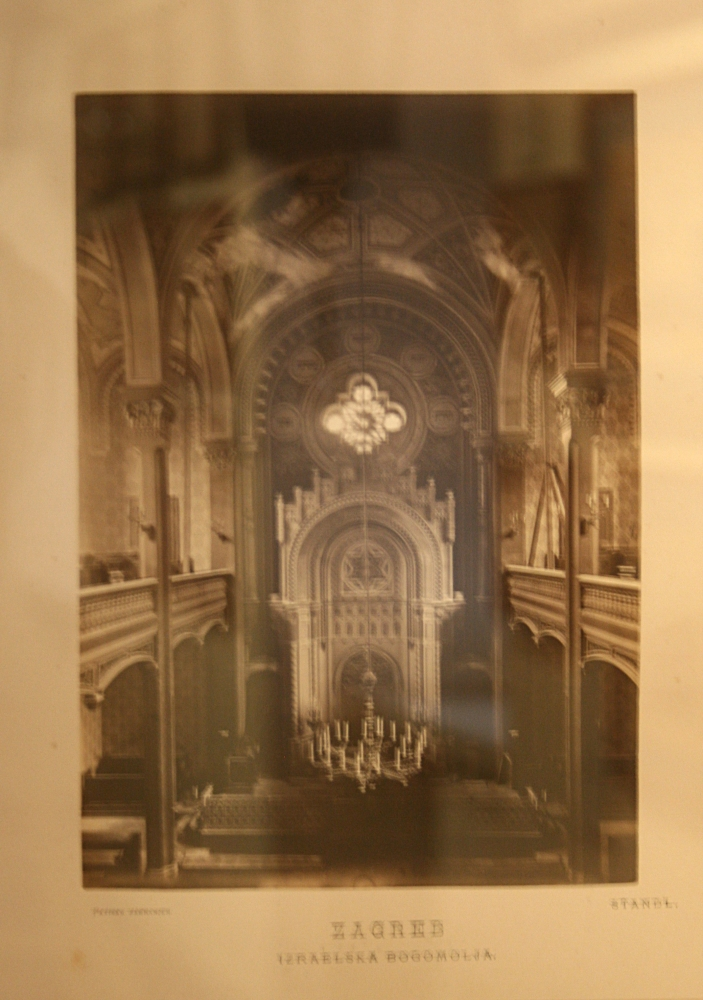
Synagogue de Zagreb (intérieur)
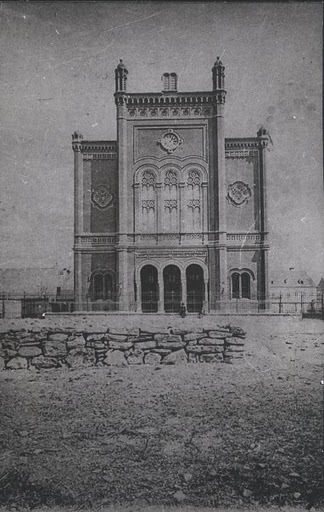
Synagogue de Zagreb en 1867

## Source de la traduction
- (en) Cet article est partiellement ou en totalité issu de l’article de Wikipédia en anglais intitulé « Ivan Standl » (voir la liste des auteurs).